# Boyds (Washington)
Boyds az Amerikai Egyesült Államok északnyugati részén, Washington állam Ferry megyéjében elhelyezkedő statisztikai település. A 2010. évi népszámlálási adatok alapján 34 lakosa van.

## Népesség
A 2010-es népszámláláskor  34 lakója, 14 háztartása és 9 családja volt. A népsűrűség 68 fő/km2. A lakóegységek száma 16, sűrűségük 32 db/km2. A lakosok 76,5%-a fehér,  20,6%-a indián,    2,9%-a pedig kettő vagy több etnikumú. A spanyol vagy latino származásúak aránya 11,8% ( 2,9% Puerto Ricó-i,  8,8% egyéb spanyol vagy latino származású.)
A háztartások 28,6%-ában élt 18 évnél fiatalabb. 57,1% házas,  7,1% egyedülálló férfi, 35,7% pedig nem család. 35,7% egyedül élt; 14,3%-uk 65 éves vagy idősebb. Egy háztartásban átlagosan 2,43 személy élt; a családok átlagmérete 3,11 fő.
A medián életkor 40 év volt. Lakóinak 23,5%-a 18 évesnél fiatalabb, 5,9% 18 és 24 év közötti, 23,5%-uk 25 és 44 év közötti, 32,3%-uk 45 és 64 év közötti, 11,8%-uk pedig 65 éves vagy idősebb. A lakosok 50%-a férfi, 50%-a pedig nő.